# Leopardul zăpezilor
Leopardul zăpezilor sau irbisul (Panthera uncia) este un mamifer prădător mare din familia felidelor, care trăiește în regiunile muntoase din Asia Centrală, și anume în Afganistan, zona lacului Baikal și în estul podișului Tibet. Clasificarea speciei a variat de-a lungul timpului, ea fiind inițial atribuită genului Panthera, împreună cu alte feline mari, pentru ca mai apoi să fie reclasificată într-un gen aparte, Uncia, iar în 2008 înapoi în Panthera.
Aspectul fizic al leopardului zăpezilor se caracterizează printr-un corp alungit, slab și flexibil, labe relativ mici, un cap nu de dimensiuni modeste și o coadă foarte lungă. Împreună cu coada el atinge o lungime de 200–230 cm și o greutate de până la 55 kg. Blana este de culoare cenușie-deschis, cu pete în formă de inel.
Din cauza habitatului său greu accesibil și a densității foarte scăzute, multe aspecte biologice legate de leopardul zăpezilor sunt slab studiate. La momentul actual, situația ecologică a speciei este critică. În secolul al XX- lea, aceasta a fost introdusă în Lista roșie a IUCN și în documentele de acest gen a unor țări. Din 2012 vânătoarea leoparzilor zăpezilor este interzisă.

## Istoricul studierii
Prima mențiune și imagine a leopardului zăpezilor sub denumirea «Once» au fost făcute de Georges-Louis de Buffon în anul 1761,  care spunea că el locuiește în Persia și este dresat pentru vânătoare.
Prima descriere științifică a leopardului zăpezilor sub denumirea de Felis uncia a fost scrisă de medicul și naturalistul german Johann Schreber în anul 1775. Mai târziu, în anul 1830, specia a fost descrisă de Christian Ehrenberg sub denumirea Felis irbis. În anul 1855 Thomas Horsfield l-a descris sub denumirea Felis uncioides.
O anumită cantitate de informație științifică privind biologia și răspândirea leopardului zăpezilor a fost acumulată într-o perioadă de aproximativ două secole. În cercetarea leopardului zăpezilor au participat mulți cercetători renumiți inclusiv Peter Simon Pallas și Nikolai Mihailovici Prjevalski. La începutul secolului al XX-lea informația despre această specie a fost completată de Arkadi Tugarinov, Serghei Ogniov și alții. Mai târziu, o etapă importantă în actualizarea informațiilor privind leopardul zăpezilor a fost sumarul lui V. G. Gheptner și A. A. Sludschii din anul 1972.
După un timp, unele detalii despre biologia speciei s-au întâlnit în lucrările lui L. V. Sopin, M. N. Smirnov, A. K. Fedosenko, V. N. Nikifor,  D. G. Mednedev, G. G. Sobanscov, V. A. Șilov, B. V. Șerbakov, N. P. Malkov, N. S. Socinoi și mulți alții

## Sistematica și filogenia
Inițial fosilele leopardului zăpezilor, datate din pleistocenul târziu, au fost găsite numai în munții Altai și la frontiera vestică a Mongoliei. Dar, descoperirile de mai târziu de la nordul Pakistanului ne arată că leopardul zăpezilor era răspândit pe acest teritoriu, probabil, de la 1,2 până la 1,4 milioane de ani în urmă, ceea ce arată că această specie a apărut cu mult mai în urmă decât se credea.
Leopardul zăpezilor face parte din genul Uncia, fiind, conform trăsăturilor morfologice și comportamentale, intermediar între  felinele mari (genul Panthera) și grupa pisicilor mici. Leopardul zăpezilor este singurul reprezentant al acestei specii.
Anterior, leopardul zăpezilor era inclus în genul Panthera împreună cu alte feline mari, dar, mai târziu a fost mutat la un gen separat Uncia. După structura craniului, leopardul zăpezilor se diferențiază de oricare felină din genul Panthera mai mult decât toate celelalte, între ele, în orice combinație. Cu toate acestea, leopardul zăpezilor deține combinațiile unui șir de trăsături morfologice și etologice ca reprezentant al genului Panthera, precum și ca reprezentant al pisicilor mici (Felinae). De exemplu, craniul lui privind structura creierului este foarte asemănătoare cu craniul reprezentanților mari ai genului Felis, dar are osul hioid, care este tipic reprezentanților genului Panthera.
Din cauza asemănării aspectului exterior cu cel al leopardului, el s-a socotit un timp îndelungat ruda acestuia, dar cercetările genetice efectuate au arătat relația sa apropiată cu tigrul, după care au fost încercări de-al readuce la genul Panthera.. Și chiar dacă poziția sistematică a leopardului zăpezilor rămâne necunoscută până la urmă, după marea majoritate a surselor el este în continuare considerat ca parte a unui gen separat Uncia.
|            | †Panthera combaszoe                      |
|            |                                          |
|            | †Panthera schaubi (Viretailurus schaubi) |
|            |                                          |
|            | Uncia uncia (Leopardul zăpezilor)        |
|            |                                          |
| (Panthera) | \| \| †Panthera crassidens \| \| \| \|   |
|            | \| \| †Panthera crassidens \| \| \| \|   |
|            | †Panthera crassidens                     |
|            |                                          |

|  | †Panthera crassidens |
|  |                      |

|            | †Panthera combaszoe                      |
|            |                                          |
|            | †Panthera schaubi (Viretailurus schaubi) |
|            |                                          |
|            | Uncia uncia (Leopardul zăpezilor)        |
|            |                                          |
| (Panthera) | \| \| †Panthera crassidens \| \| \| \|   |
|            | \| \| †Panthera crassidens \| \| \| \|   |
|            | †Panthera crassidens                     |
|            |                                          |

|  | †Panthera crassidens |
|  |                      |

|            | †Panthera combaszoe                      |
|            |                                          |
|            | †Panthera schaubi (Viretailurus schaubi) |
|            |                                          |
|            | Uncia uncia (Leopardul zăpezilor)        |
|            |                                          |
| (Panthera) | \| \| †Panthera crassidens \| \| \| \|   |
|            | \| \| †Panthera crassidens \| \| \| \|   |
|            | †Panthera crassidens                     |
|            |                                          |

|  | †Panthera crassidens |
|  |                      |

|            | †Panthera combaszoe                      |
|            |                                          |
|            | †Panthera schaubi (Viretailurus schaubi) |
|            |                                          |
|            | Uncia uncia (Leopardul zăpezilor)        |
|            |                                          |
| (Panthera) | \| \| †Panthera crassidens \| \| \| \|   |
|            | \| \| †Panthera crassidens \| \| \| \|   |
|            | †Panthera crassidens                     |
|            |                                          |

|  | †Panthera crassidens |
|  |                      |

|  | \| \| Panthera leo \| \| \| \| \| \| Panthera pardus \| \| \| \| |
|  |                                                                  |
|  | Panthera onca                                                    |
|  |                                                                  |
|  | Panthera leo                                                     |
|  |                                                                  |
|  | Panthera pardus                                                  |
|  |                                                                  |

|  | Panthera leo    |
|  |                 |
|  | Panthera pardus |
|  |                 |

|  | Panthera tigris                      |
|  |                                      |
|  | Panthera uncia (Leopardul zăpezilor) |
|  |                                      |

|  | \| \| Panthera leo \| \| \| \| \| \| Panthera pardus \| \| \| \| |
|  |                                                                  |
|  | Panthera onca                                                    |
|  |                                                                  |
|  | Panthera leo                                                     |
|  |                                                                  |
|  | Panthera pardus                                                  |
|  |                                                                  |

|  | Panthera leo    |
|  |                 |
|  | Panthera pardus |
|  |                 |

|  | Panthera tigris                      |
|  |                                      |
|  | Panthera uncia (Leopardul zăpezilor) |
|  |                                      |

|  | \| \| Panthera leo \| \| \| \| \| \| Panthera pardus \| \| \| \| |
|  |                                                                  |
|  | Panthera onca                                                    |
|  |                                                                  |
|  | Panthera leo                                                     |
|  |                                                                  |
|  | Panthera pardus                                                  |
|  |                                                                  |

|  | Panthera leo    |
|  |                 |
|  | Panthera pardus |
|  |                 |

|  | Panthera tigris                      |
|  |                                      |
|  | Panthera uncia (Leopardul zăpezilor) |
|  |                                      |

|  | \| \| Panthera leo \| \| \| \| \| \| Panthera pardus \| \| \| \| |
|  |                                                                  |
|  | Panthera onca                                                    |
|  |                                                                  |
|  | Panthera leo                                                     |
|  |                                                                  |
|  | Panthera pardus                                                  |
|  |                                                                  |

|  | Panthera leo    |
|  |                 |
|  | Panthera pardus |
|  |                 |

|  | Panthera tigris                      |
|  |                                      |
|  | Panthera uncia (Leopardul zăpezilor) |
|  |                                      |

În ciuda arealului extins și extrem de disecat, marea majoritate a cercetătorilor nu văd subspecii la leopardul zăpezilor. Cu toate acestea, unii taxonomi au propus ca să se diferențieze unele subspecii, care viețuiesc în diferite regiuni geografice. De exemplu, U. u. uncia, care locuiește la nord-vestul Asiei centrale, Mongoliei și Rusiei, și U. u. uncioides din partea de vest a Chinei și a munților Himalaya. Însă, aceste subspecii nu sunt recunoscute și sunt considerate nelegitime.

## Aspectul exterior

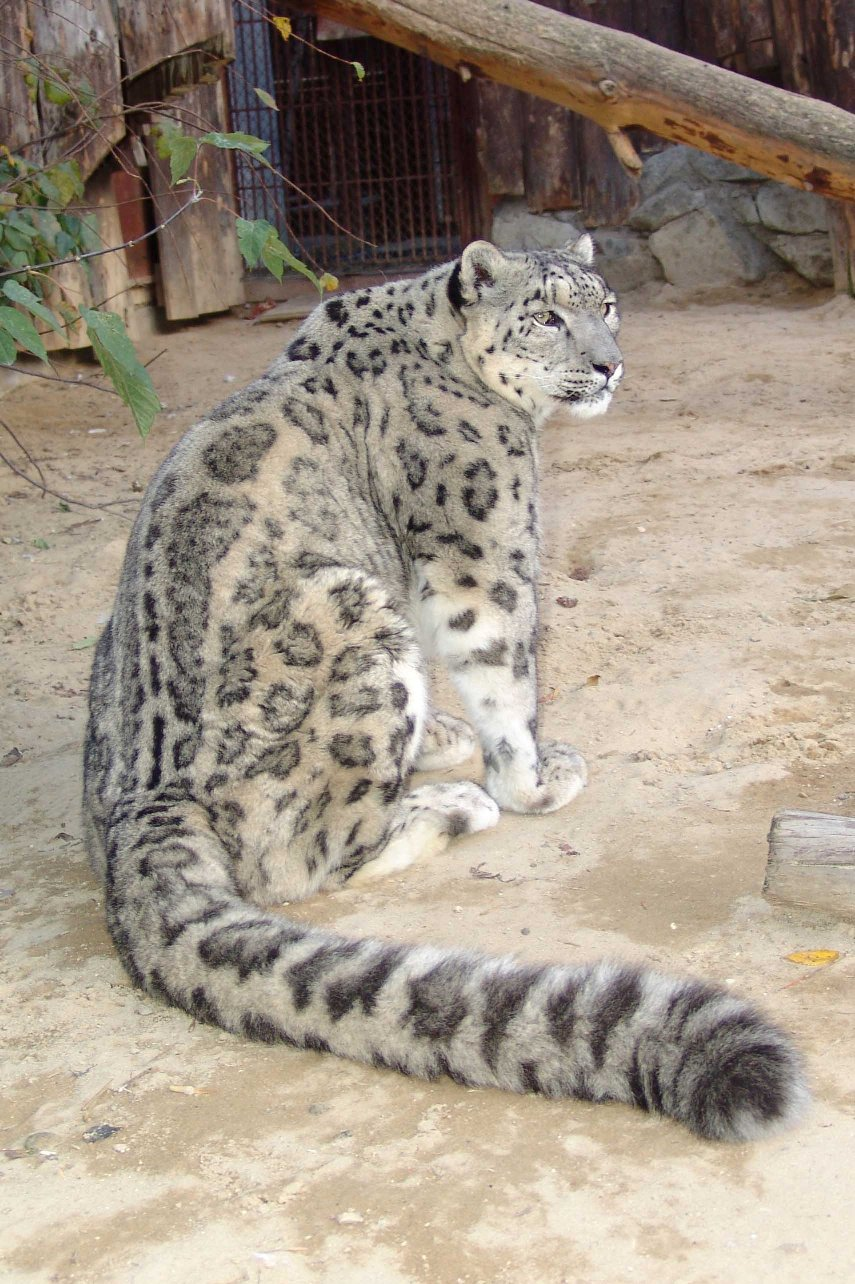
În această imagine se observă bine petele negre și coada lungă și pufoasă

Leopardul zăpezilor este o felină relativ mare. După înfățișare este asemănător cu leopardul, dar mai mic decât el, mai mult ghemuit, cu coada și blana lungă pe care sunt niște pete negre. 
Trunchiul este alungit și ghemuit, puțin ridicat în regiunea osului sacru.
Lungimea corpului de la cap e de 103–130 cm, în timp ce lungimea cozii e de 90–105 cm. Înălțimea umerilor e de 60 cm. Masculii sunt puțin mai mari ca femelele. Masa corpului unui mascul poate ajunge până la 45–55 kg, în timp ce a femelelor este între 22–40 kg. Lungimea piciorului din spate este de 22–26 cm
Blana este înaltă, foarte groasă și moale, lungimea ei pe spate poate ajunge până la 55 mm — ea îi asigură protecție la condițiile aspre din habitat. După densitatea blănii leopardul zăpezilor se diferențiază de toate pisicile mari și mai mult se aseamănă cu cele mici.
Culoarea blănii este maronie-gri, fără vreo impuritate de culoare galbenă sau roșiatică (nuanța galbenă a blănii a fost observată la niște specii care au murit în captivitate, probabil este un artefact).
Culoarea de bază a blănii la spate și în partea superioară este de un gri-gri deschis, aproape albă, care puțin seamănă cu cea a fumului. Partea de jos, culoare burții și interiorului membrelor este mai deschisă decât pe spate. Pe aproape tot fondul gri deschis sunt niște pete rare în formă de inele, înăuntrul cărora se pot găsi pete cu mult mai mici, și niște pete mici de culoare neagră sau gri întunecat. Uzorul de pete este relativ șters, format din pete deformate, diametrul celor mai mari pete poate ajunge de la 5 cm până la 7–8 cm. Multe pete de dimensiuni diferite sunt ușor de găsit pe cap (cele mai mici dintre ele), gât și pe picioare (mult mai mari, mai jos devenind mai mici), petele în formă de inel sunt absente. În partea din spate a spinării petele parcă se unesc una cu alta, formând dungi scurte. Între petele inelate sunt puține pete care se intersectează. Petele mari care sunt multe pe partea din urmă a cozii deseori cuprind coada în direcție transversală formând un inel incomplet. Sfârșitul cozii este sus de obicei negru. Petele întunecate de culoarea neagră, dar arată gri-închis.
Culoarea obișnuită a fondului blănii de iarnă este foarte deschisă, căruntă, aproape albă, de nuanță fumurie, care poate fi bine observată pe spate și pe partea de sus, pe lângă asta se poate observa și o ușoară nuanță de galben deschis. Astfel de colorare este ideală pentru ca animalul să se poată ascunde bine în mediul lui obișnuit de viață — printre stâncile întunecate, pietre, zăpada albă și gheață.
Culoarea blănii vara este mult mai deschisă, aproape de un colorit alb și cu contururi clare ale petelor întunecate. Culoarea fumurie a blănii se observă mai greu vara, comparativ cu iarna. Există o informație, care încă trebuie cercetată: cu vârsta petele dispar de pe blană. La speciile tinere uzorul din pete este mult mai clar și coloritul lor este mult mai intens decât la speciile bătrâne.
Capul, comparativ cu dimensiunile corpului nu este prea mare, fiind de formă rotundă. Urechile sunt scurte, rotunde, fără ciucuri la capete, iarna fiind aproape ascunse în blană. Coama și favoriții nu sunt dezvoltați. Mustățile sunt de culoare albă și neagră, de o lungime de 10,5 см. Ochii sunt mari, având pupila rotundă.
Craniul este destul de puternic, cu umflături și culmi, cu arcadele zigomatice foarte dezvoltate, dar este mai puțin masiv și greu comparativ cu alți reprezentanți al genului Panthera. Lungimea craniului unui mascul este de 18–19 cm, lățimea zigomatică fiind de 12-13,5 cm, lățimea interorbitală este de 4,3—4,7 cm, lățimea rostrului dinților 4,8-5,3 cm, lungimea rândului de dinți de sus este de 5,8—6,3 cm.
Un leopard al zăpezilor mare, ca și multe alte feline, are 30 de dinți. Pe maxilarul superior și inferior are câte 6 dinți incisivi și 2 canini; pe maxilarul superior - câte 3 premolari și 1 molar; pe maxilarul inferior - câte 3 premolari și 1 molar.
Formula dentară: {\displaystyle I{3 \over 3}C{1 \over 1}P{3 \over 2}M{1 \over 1}}. Limba lungă și mobilă este dotată pe părțile laterale cu butoane speciale, care sunt acoperite cu epiteliul cheratinizat și permit separarea cărnii de scheletul victimei. Aceste umflaturi ajută, de asemenea, și la «spălat».
Coada este foarte lungă, fiind cu mai mult de trei sferturi mai mare decât restul lungimii copului, acoperită cu păr lung, din această cauză ea pare foarte groasă (vizual, grosimea sa este aproape egală cu grosimea antebrațului leopardului zăpezilor). Ea adesea slujește ca balansoar în timpul săriturilor.
Membrele sunt relativ scurte. Picioarele leopardului zăpezilor sunt largi și masive. Ghearele de pe picioare sunt retractabile. Urmele sunt mari, rotunde, fără nici un semn al vreunei gheare.
Leopardul zăpezilor, comparativ cu alte feline mari, nu poate răcni, în ciuda osificării necomplete a osului hioid, care, după cum se credea, le permitea felinelor mari să urle. Noile studii arată că această abilitate se datorează altor caracteristici morfologice a laringelui, care este absent la leopardul zăpezilor. În pofida construcției aparatului hioid ca la felinele mari (Panthera), prezența «urletului-mârâit» lipsește. «Torsul» are loc atât la inspirație, precum și la expirație — ca la felinele mici (Felis). El poate doar să miaune, mârâie, șuiere și să producă sunete zgomotoase. Metodele de sfâșiere a prăzii sunt ca la felinele mari, în timp ce poziția când mănâncă hrana e ca la felinele mici.

## Răspândire
Leopardul zăpezilor este o felină exclusiv asiatică. Arealul leopardului în Asia centrală și de sud ocupă teritoriul regiunilor montane care au o suprafață de aproximativ 1 230 000 km² și se întinde pe teritoriul următoarelor țări: Afganistan, Birmania, Bhutan, China, India, Kazahstan, Kîrgîzstan, Mongolia, Nepal, Pakistan, Rusia, Tadjikistan și Uzbekistan. Răspândirea geografică se întinde de la munții Hindukuș din estul Afganistanului și râul Sîrdaria pe munții Pamir, Tian-Șan, Karakorum, Cașmir, Kunlun, și Himalaya, către Siberia de Sud, unde arealul este acoperit de munții Altai, Saian, Tannu-Ola. În Mongolia el a fost observat în Altaiul Mongolez, Altaiul Gobinez și în munții Khangai. În Tibet el a fost observat până la Altunișania la nord.

## Habitat

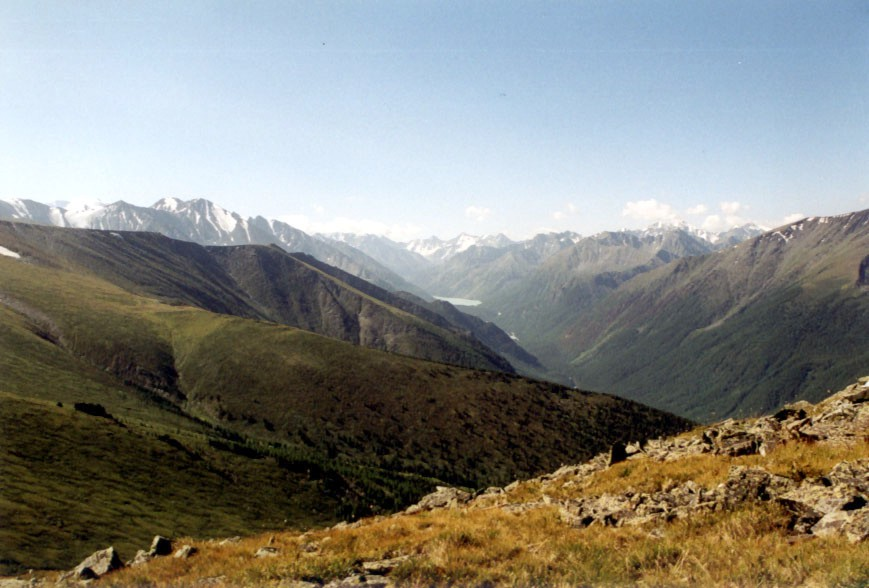
Pantele munților Altai — un habitat tipic leoparzilor zăpezilor

Leopardul zăpezilor este un reprezentant tipic al faunei munților stâncoși înalți din Orientul Mijlociu și Asia Centrală. Dintre felinele mari, leopardul zăpezilor este singurul locuitor permanent din zonele muntoase. El este un locuitor predominant în zona Alpină, stâncile fără păduri, regiunile muntoase, masivele pietroase, și este des întâlnit în zone înzăpezite. Dar, în același timp, în o mulțime de raioane leopardul zăpezilor locuiește la înălțimi mult mai mici, populând zona unde sunt copaci și tufișuri.
Populând centura de sus a munților înalți, leopardul zăpezilor preferă zonele deschise unde sunt platouri mici, pante puțin abrupte și văi înguste, acoperite cu vegetație alpină, care se intercalează cu defileurile muntoase, grămezi de pietre și grohotișuri. Culmile, unde de obicei sunt văzuți leoparzii zăpezilor, se diferențiază prin pante foarte abrupte, defileuri adânci și aflorimente de roci. Leoparzii zăpezilor pot să apară, de asemenea, în zonele mult mai drepte, unde tufișurile și grohotișurile le asigură un adăpost pentru a se odihni. Leoparzii zăpezilor sunt cu mult mai mulți mai sus de pădure, dar se pot întâlni și în păduri (cel mai des iarna).
Habitatul lor cuprinde biotopurile care sunt între 1500—4000 metri deasupra nivelului mării. Uneori leoparzii zăpezilor se întâlnesc la frontiera veșnicii zăpezi, în munții Pamir în vârfurile Aliciura, urmele lui chiar și iarna au fost observate de câteva ori la o altitudine de 4500—5000 metri deasupra nivelului mării. În Himalaya leopardul a fost observat la o înălțime de 5400—6000 metri deasupra nivelului mării și mai jos de 2000—2500 metri deasupra nivelului mării. Vara, cel mai des el umblă la o înălțime de 4000—4500 metri deasupra nivelului mării.
Pe pantele lanțului muntos Turkestan vara leopardul zăpezilor a fost observat numai începând de la înălțimea de 2600 metri deasupra nivelului mării și mai sus. Aici leopardul se află în locuri mult mai stâncoase.
În Talas Alatau el trăiește la altitudini între 1200 — 1800 și 3500 metri deasupra nivelului mării. În Jungar Alatau el poate fi întâlnit la înălțimea de 600—700 metri deasupra nivelului mării.
În lanțul muntos Kungei Alatau, vara, leopardul zăpezilor se întâlnește foarte rar în regiunea pădurilor de molizi (2100—2600 metri deasupra nivelului mării) mai ales în cele alpine (care sunt la o înălțime de până la 3300 m d. n. m.). În munții Trans-Ili Alatau și Tian-Șan vara leopardul zăpezilor urcă până la înălțimi de 4000 metri și mai mult, uneori iarna coboară până la înălțimea de 1200 m d. n. m.
Cu toate acestea, leopardul zăpezilor nu este întotdeauna un animal care trăiește la altitudini mari. În anumite locuri el viețuiește tot timpul anului în raioane unde munții sunt mai puțin înalți, în principiu la o altitudine de 600—1500 metri deasupra nivelului mării. Leopardul zăpezilor trăiește și în locurile muntoase înalte, lângă cheile stâncoase, prăpăstii și ieșiri, în locurile, unde trăiesc caprele și argalii. La înălțimile de 600—1000 metri deasupra nivelului mării, leopardul zăpezilor este obișnuit să trăiască tot anul în pintenii munților.
Vara, fiind pe urmele prăzii sale principale, leopardul zăpezii urcă până în zona subalpină și în cea alpină. Iarna, când se ridică stratul de zăpadă, leopardul coboară de la înălțimi mai mari la înălțimi mai mici, de cele mai multe ori în pădurile de conifere. Migrații sezoniere sunt destul de stabile, mai ales migrațiile ungulatelor — prada principală a leopardului zăpezilor.

## Biologia și ecologia
În cele mai multe cazuri leopardul zăpezilor vânează înainte de asfințit și dimineața devreme. La sudul arealului, de exemplu în munții Himalaya, leopardul zăpezilor iese la vânătoare numai înainte de asfințit. Ziua leoparzii zăpezilor de obicei se odihnesc, dorm, stau culcați pe stânci etc.Deseori ei își fac vizuina în peșteri și crăpăturile stâncilor, printre mormanele stâncoase, adesea sub plăcile care atârnă, unde se adăpostesc ziua. De obicei leopardul zăpezilor ocupă aceeași vizuină mulți ani la rând.
În Alataul Kârgâz sunt cunoscute cazuri când leopardul zăpezilor se folosea pentru a se odihni de cuiburile mari ale Vulturelui negru, care sunt pe ienupări mici.

### Comportamentul teritorial și social
Leoparzii zăpezilor mari sunt animale teritoriale, care duc în mare parte un mod de viață singuratic (dar uneori sunt întâlnite și grupuri familiare), chiar dacă femelele își educă puii o perioadă destul de îndelungată de timp. Fiecare leopard al zăpezilor viețuiește în teritoriul individual bine determinat. Cu toate acestea, el nu-și protejează agresiv teritoriul de alți reprezentanți ai speciei lui. Pe teritoriul de viețuire a unui mascul mare pot fi mai multe locuri unde viețuiesc una-trei femele. Leopardul zăpezilor își marchează teritoriile sale personale prin diferite metode.
Teritoriile individuale se pot diferenția considerabil după mărime. În Nepal, unde prada este multă, acest teritoriu poate fi relativ mic - cu o suprafață de la 12 km² până la 39 km², iar pe o suprafață de 100 km² pot viețui 5—10 animale. Pe teritoriul cu o cantitate mică de pradă, cu suprafața de 1000 km², viețuiesc doar până la 5 indivizi..
Leopardul zăpezilor în mod regulat își verifică teritoriul de vânătoare, vizitând pășunile iernoase și ocolul altor ungulate sălbatice. Cu toate acestea, el se deplasează pe aceleași poteci. Înconjurând ocolurile sau coborându-se din lanțul de sus al munților în zonele care sunt la o altitudine mai mică, leopardul zăpezilor totdeauna se ține de un drum, care de obicei este pe lângă creastă sau de-al lungul râurilor sau pârâurilor. Lungimea unui asemenea ocol de obicei este mare, de aceea leopardul zăpezilor apare din nou într-un loc sau altul o dată la câteva zile.
Animalul este slab adaptat pentru deplasarea prin stratul de zăpadă adânc și moale. În unele zone, unde este zăpadă moale, leopardul zăpezilor în cea mai mare parte calcă urmele permanente, pe care se deplasează un timp îndelungat.

### Nutriția și vânătoarea
Leopardul zăpezilor este un prădător, care de obicei vânează pradă mare, corespunzătoare mărimii lui sau mai mare. Leopardul zăpezilor este capabil să facă față unui animal care este de trei ori mai greu decât el însuși. Prada principală a leopardului zăpezilor este practic oriunde și tot anul — copitatele.
În sălbăticie, leopardul zăpezilor, în general se hrănește cu copitate: berbecul albastru, capra sibirieană, Marhurul, berbecul de munte, tarul, takinul, Seroul, goralul, Capreolusul, cerbul nobil, moscul siberian, cerbi, mistreți. Pe lângă acestea, din când în când ei se hrănesc cu animale mici, care nu constituie hrana lor tipică, așa ca spermophilus, pica și păsări (alectoris, curcani de munte, fazani).
În munții Pamir ei se hrănesc, în mare parte, cu capre de munte, mai rar cu argalii. În munții Himalaya leopardul zăpezilor vânează caprele de munte, goarali, berbeci sălbatici, cerbi mici, iepuri tiberieni, etc.
În Rusia, hrana de bază a leopardului zăpezilor este capra de munte, pe alocuri cerbul nobil, capreolus, argalul, renii.
Când scade brusc numărul copitatelor sălbatice, leopardul zăpezilor, de regulă, părăsește teritoriul său obișnuit, iar în alte cazuri atacă animalele domestice.. În Cașmir atacă foarte rar capre, oi sau cai domestici. Există un caz semnalat despre o vânătoare reușită a doi leoparzi asupra unui Urs brun Himalayan (Ursus arctos isabellinus).
Hrana vegetală o constituie părțile verzi ale plantelor și iarbă, pe care leoparzii zăpezilor o consumă suplimentar la rația obișnuită de carne, numai vara.
Leoparzii zăpezilor vânează singuri, târându-se din ascunzătoare către animal sau prinde prada prin ambuscadă (el se ascunde undeva și supraveghează prada).
Când rămân doar câțiva zeci de metri distanță de prada potențială, leopardul zăpezilor iese din ascunzătoare cu o săritură de 6-7 metri și repede o prinde. În cazul în care nu poate să prindă prada deodată, leopardul zăpezilor o urmărește pe o distanță nu mai mare de 300 de metri, sau n-o urmărește deloc . Leopardul zăpezilor încearcă să prindă de gât copitatele mari, ca mai încolo să le înăbușe sau să le rupă gâtul. După ce au omorât animalul, leopardul zăpezilor îl trage sub o stâncă sau în altă ascunzătoare, unde începe să-l mănânce.  El de obicei abandonează  rămășițele prăzii, rareori rămâne pe lângă ele, alungând vulturii și alți necrofagi.
La sfârșitul verii, toamna și spre începutul iernii, leoparzii zăpezilor deseori vânează în familii de câte 2-3 indivizi, care sunt formate de femelă și puii ei.
În ani de foamete ei pot vâna lângă locurile populate de oameni și pot ataca animalele de casă. Ei prind păsări de cele mai multe ori în timpul nopții.
El vânează capre de diferite vârste, dar în mare parte vânează femele și iezi (pe care le prind, în principal, la începutul verii).
Pe tot teritoriul arealului său, leopardul zăpezilor este vârful piramidei alimentare și aproape nu are concurență din partea altor prădători. Un leopard al zăpezilor mare poate să mănânce, dintr-o dată, 2–3 kg de carne.

### Reproducerea
Datele despre reproducerea speciei nu sunt multe. Maturitatea sexuală apare la vârsta de 3—4 ani. Estrul și perioada de reproducere apare spre sfârșitul iernii sau începutul primăverii. Femela naște, de regulă, o dată în 2 ani. Sarcina durează 90-110 zile. El își creează vizuina în locuri cât mai greu accesibile. Puii, în dependență de zona geografică a arealului, se nasc în aprilie - mai sau mai - iunie. La naștere de obicei apar doi-trei pui, mult mai rar - patru sau cinci. După alte date, nașterea a 3-5 pui este un lucru normal. Probabil, pot fi posibile și alte concluzii, deoarece sunt știute cazuri când s-au întâlnit grupuri de leoparzi ai zăpezilor din șapte indivizi . Masculul nu ia parte în educarea urmașilor. Puii se nasc orbi și neajutorați, dar peste aproape 6-8 zile încep să vadă. Masa leopardului zăpezii nou-născut este de aproximativ 500 grame la o lungime de până 30 cm. Leoparzii zăpezilor nou-născuți se deosebesc prin pigmentarea petelor în culoare întunecată, care sunt puține, mai ales cele inelare, dar sunt prezente niște pete mari negre sau maronii pe spinare, de asemenea și niște dungi scurte pe partea din spate. Primele 6 săptămâni leoparzii zăpezilor nou-născuți se hrănesc cu laptele mamei. În mijlocul verii puii își acompaniază mama la vânătoare. Leoparzii zăpezilor tineri trec definitiv la viața independentă în perioada celei de-a doua ierni.
Durata de viață maximă în natură cunoscută este de 13 ani. Durata de viață în captivitate este de obicei în jur de 21 de ani, dar este cunoscut un caz când o femelă a trăit 28 de ani.

## Populație
Din cauza că trăiesc în locuri greu accesibile și duc un mod de viață ascuns, datele despre populația acestei specii se bazează numai pe concluziile experților, care sunt estimări. Totodată, trebuie constatat faptul că în legătură cu urmărirea continuă din partea omului, populația leopardului zăpezilor este în continuă scădere. Din cauza braconajului ilegal, care este atrăgător financiar, și anume vânătoarea de dragul blănii, a redus semnificativ populația lor. Pe de o parte, datorită micșorării pășunilor și a animalelor de casă, a crescut numărul prăzii principale a leopardului zăpezilor, și anume capra de munte; pe de altă parte, din cauza că s-a înrăutățit situația la populația locală, a crescut numărul vânătorilor care vânează această specie, prin  braconaj, incluzând și capturarea lor cu buclele. În același timp în sec. XXI a crescut braconajul asupra leopardului zăpezilor din cauza creșterii cererilor și prețului ridicat al blănii lui.
Numărul total al reprezentanților acestei specii în sălbăticie, pentru anul 2003, este estimat între 4080 și 6590 de exemplare.
După datele Fondului mondial a naturii sălbatice numărul total în cadrul a tot arealul este estimat de la 3500 până al 7500 de exemplare. Încă aproximativ 2000 de exemplare sunt în grădinele zoologice din toată lumea și se reproduc cu succes în captivitate.
Densitatea populației leopardului zăpezilor pe diferite teritorii variază foarte mult, de la 10 exemplare până la mai puțin de 0,5 pe 100 km². De exemplu, în Rusia densitatea este de 0,7 exemplare pe 100 km², în Altai variază de la 0,2 până la 2,4 exemplare, în Nepal sunt 5—7 exemplare pe 100 km², în timp ce în Mongolia această cifră ajunge până la 3—4 exemplare pe 100 km².
| Țări        | Areal, suprafață (км²) | Populația estimată (aproximativ) | Anul estimării |
| ----------- | ---------------------- | -------------------------------- | -------------- |
| Afganistan  | 50 000                 | 100—200                          | 2003           |
| Bhutan      | 15 000                 | 100—200                          | 1994           |
| China       | 1 100 000              | 2000—5000                        | 1998           |
| India       | 75 000                 | 200—600                          | 1994           |
| Kazahstan   | 50 000                 | 180—200                          | 2001           |
| Kîrgîzstan  | 105 000                | 150—500                          | 2001           |
| Mongolia    | 101 000                | 500—1000                         | 2000           |
| Nepal       | 30 000                 | 300—500                          | 2009           |
| Pakistan    | 80 000                 | 200—420                          | 2003           |
| Rusia       | 60 000                 | 150—200                          | 2003           |
| Tadjikistan | 100 000                | 180—220                          | 2003           |
| Uzbekistan  | 10 000                 | 20—50                            | 2003           |

La factorii care afectează starea populației leopardului zăpezii, împreună cu braconajul, trebuie incluse și capacitățile de apărare a lui. Apărându-se, el își schimbă culoarea blănii, și din cauza că practic n-are dușmani, în caz de pericol el pur și simplu se ascunde, dar în cazul unui teritoriu muntos deschis și prezenței  armei de foc la băștinași, toate acestea duc la moartea acestor animale. Pe lângă asta, leoparzii zăpezii deseori nu evită ocazia de a mânca resturile victimelor altor prădători și adesea mor, mâncând momeală otrăvită, care se folosește ilegal în lupta cu lupii.

## Interacțiunea cu omul

### Numismatică și timbre
În anul 2000 în seria «Monedele memoriale din Kazahstan din argint» care au ieșit într-un tiraj de 3000 de bucăți a fost lansată moneda «Cartea roșie a Kazahstanului: leopardul zăpezilor» de 500 tenge. Pe partea din spate a monezii pe fondul unui vârf înalt a munților stâncoși este imaginea leopardului zăpezilor.
În același an în Rusia a fost lansată o monedă de aur de 50 de ruble din seria «Să păstrăm lumea noastră». Pe partea din spate a acestei monede era imaginea capului leopardului zăpezilor. De asemenea în componența acestei serii a fost lansată o monedă de 100 de ruble, pe partea din spate monezii era imaginea leopardului zăpezilor pe un trunchi de copac, pregătindu-se să sară. În această serie a mai fost lansată și un șir de monede de argint, de 25 și 100 de ruble pe care erau gravate imaginea leopardului zăpezilor.
Leopardul zăpezilor a fost reprezentat pe bancnota de 10 000 tenge, mostră din anul 2003.

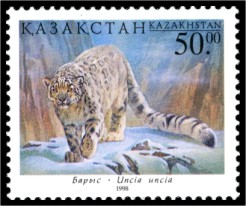
Leopardul zăpezilor pe o marca poștală din Kazahstan
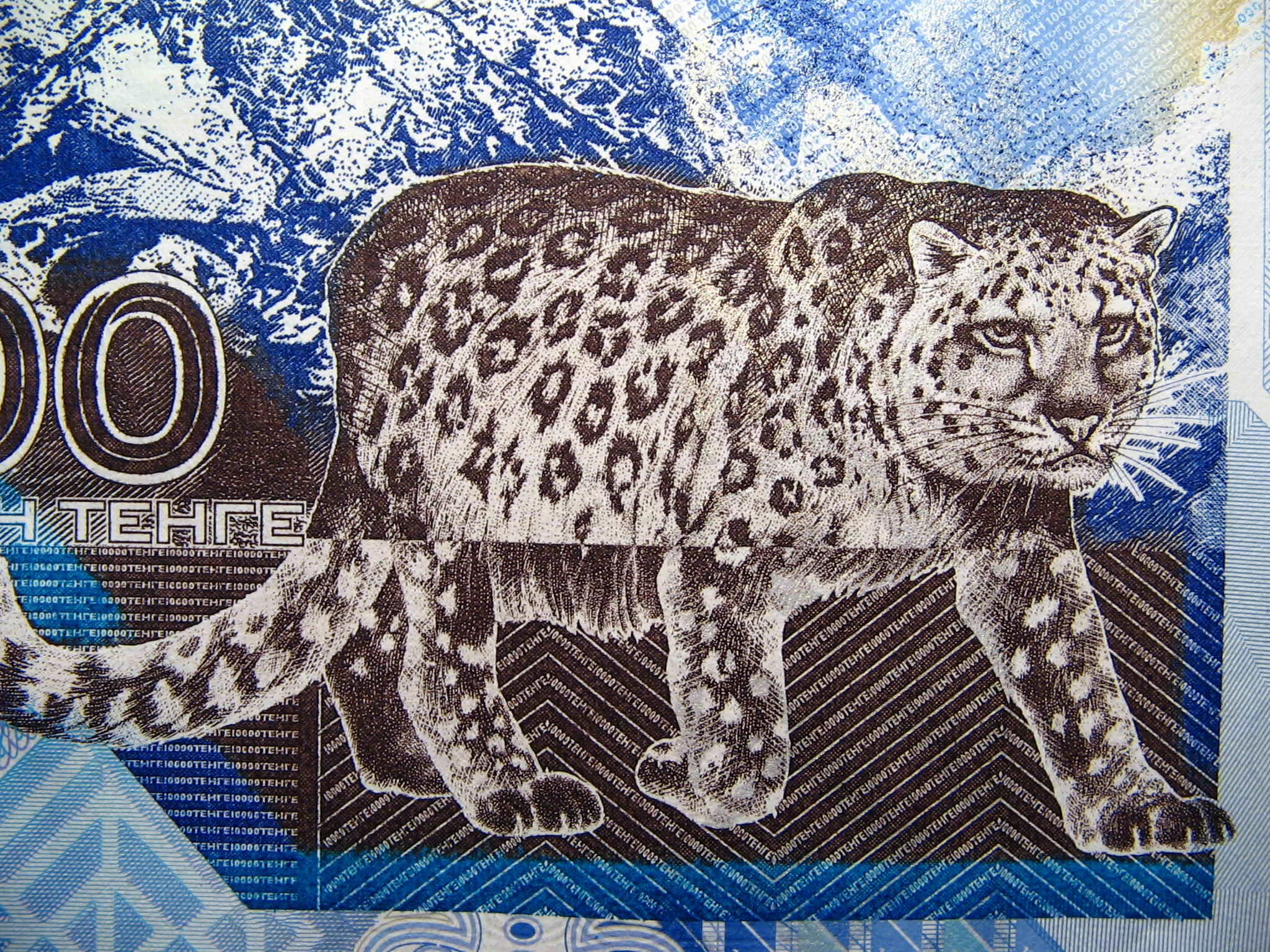
Leopardul zăpezilor pe bancnota Kazahstană de 10 000 tenge
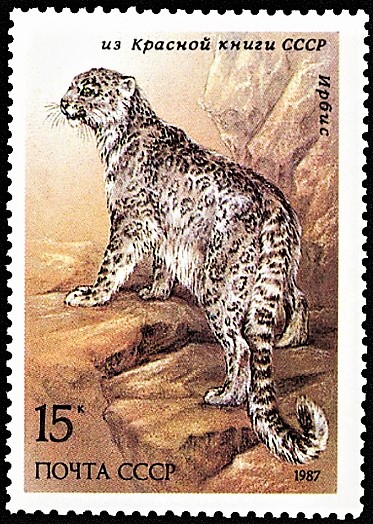
Leopardul zăpezilor pe un timbru din URSS
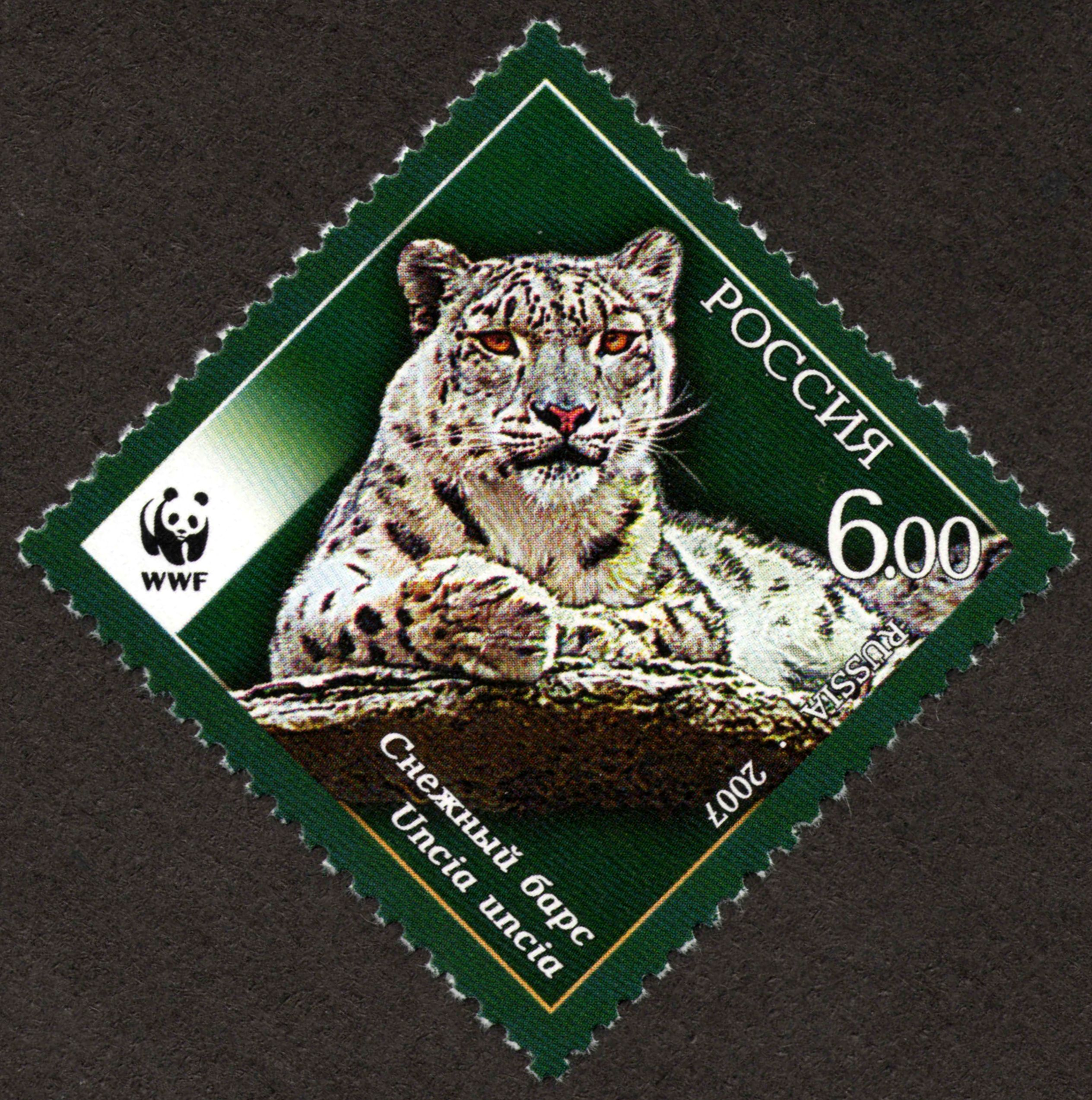
Leopardul zăpezilor pe o marca poștală din Rusia

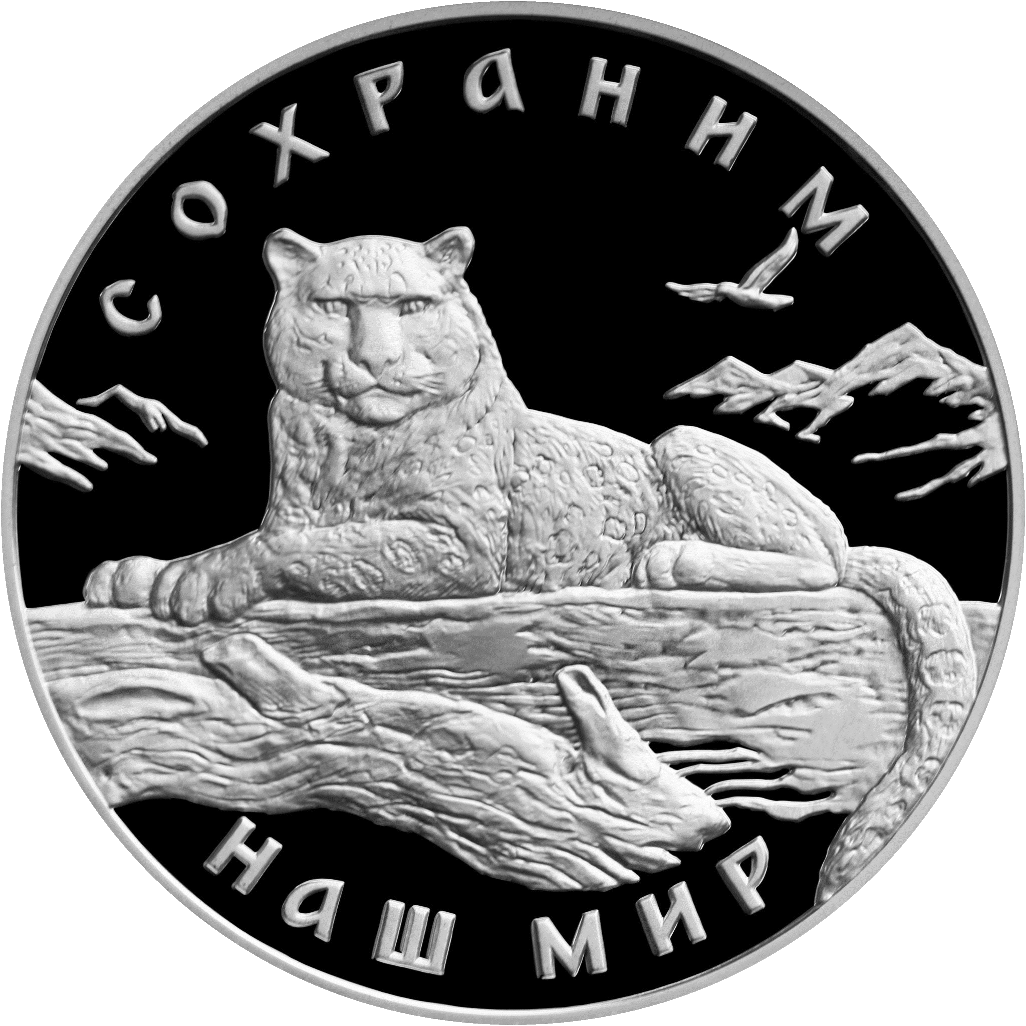
Leopardul zăpezilor pe partea din spate a monedei de argint de 3 ruble
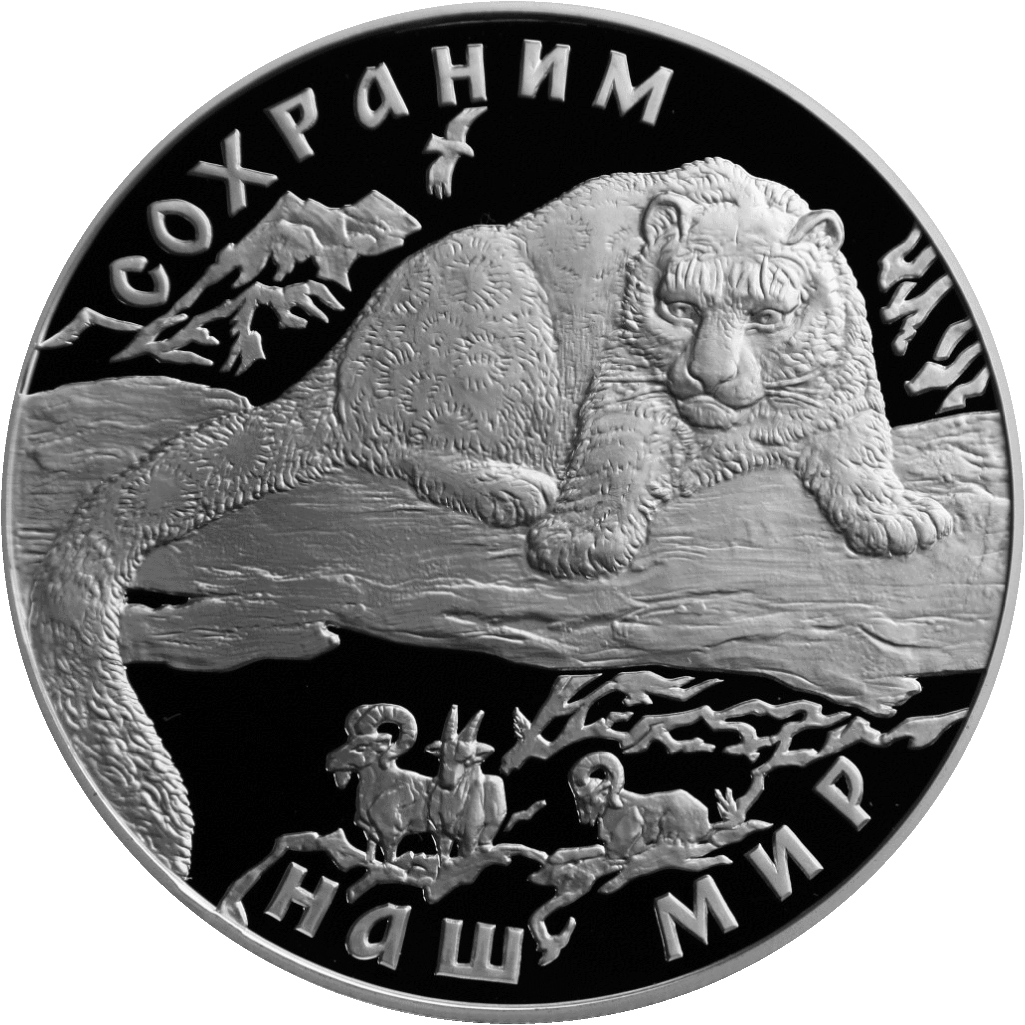
… 25 ruble
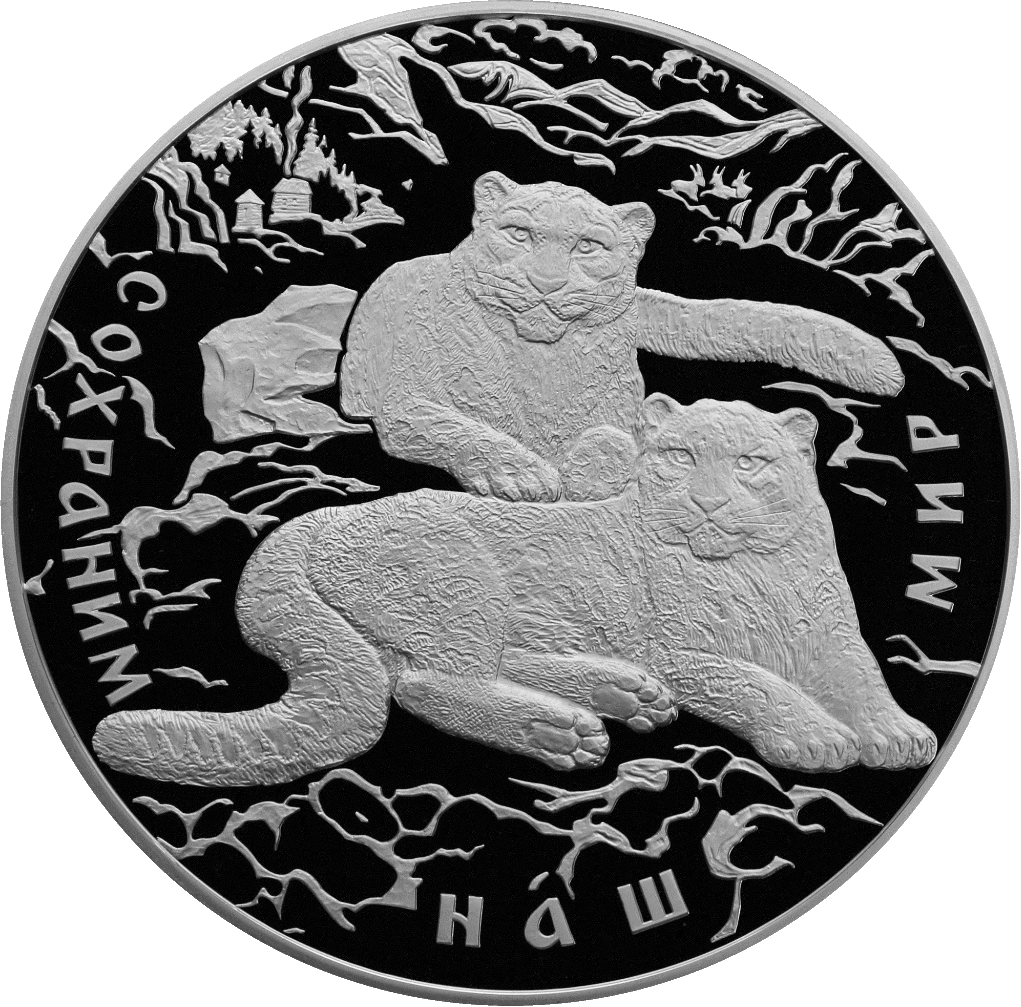
… 100 ruble
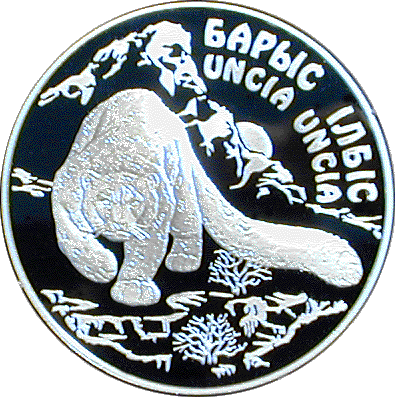
Monetele memoriale de 500 tenge din anul 2000
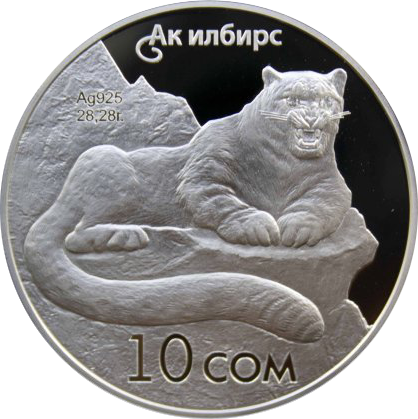
Leopardul zăpezilor pe monetele memoriale din Kârgâzstan, 10 somi din anul 2012

### În heraldică
Imaginea leopardului zăpezilor în heraldica tradițională nu se întâlnește foarte des. În calitate de figură în heraldică este utilizat mai des leopardul, care poate fi și de culoarea albă (argintie). Acest lucru se explică prin faptul că aceste animale nu diferă între ele foarte mult. Leopardul zăpezilor a devenit simbolul orașului Alma-Ata și este prezent pe gherbul acestuia. Leopardul zăpezilor stila cu aripi este prezent pe stemele republicilor Hacasia și Tatarstan. Leopardul zăpezilor poate fi de asemena observat pe stemele orașului Bișkek, capitale Kîrgîzstanului. În raionul Șușenschii și Ermacovschii (raion) din Ținutul Krasnoiarsk au pe steagul și stema lor respectiv imaginea leopardului zăpezilor. Pe stema orașului Samarkand din Uzbekistan este prezent leopardul zăpezilor.  

Stema de stat a Republicii Tatarstan
Leopardul zăpezilor pe stema Hacasiei
Leopardul zăpezilor pe stema orașului Alma-Ata
Stema orașului Samarkand

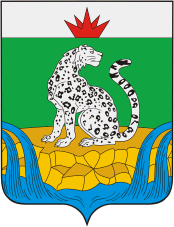
Leopardul zăpezilor pe stema raionul Șușenschii, Ținutul Krasnoiarsk
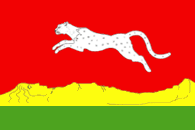
Leopardul zăpezilor pe steagul raionul Ermacovschii, Ținutul Krasnoiarsk
Leopardul zăpezilor pe stema orașului Bișkek
Leopardul zăpezilor pe steagul sătucului Barsovo raionul Surgutschii

### Sport
În cinstea leopardului zăpezii este denumită echipa de hochei «Ak Bars» (în traducere din limba tătară - «leopardul alb») — echipa de hochei pe gheață din orașul Kazan, fondată în anul 1956 și participantă Liga Continentală de hochei. De asemenea și clubul de hochei «Barîs» — echipa de hochei pe gheață din orașul Astana (Kazahstan), care participă în Liga Continentală de hochei.
Copiii leopardului zăpezilor au fost aleși ca talisman a celei de-a șaptea ediții a Jocurilor Asiatice de iarnă din 2011, care au avut loc în capitala Kazahstanului Astana și fosta capitală Alma-Ata în lunile ianuarie — februarie a anului 2011.
Reprezentanții din Rusia în Fondului Mondial a Naturii Sălbatice (WWF) cred că imaginea unuia din talismanele Jocurilor Olimpice de iarnă din 2014, cărora organizatorii le-au dat denumirea «leopard», mai mult se potrivește leopardului zăpezilor.